# Sofia Corradi
Sofia Corradi (* 5. September 1934 in Rom) ist eine italienische Rechts- und Erziehungswissenschaftlerin. Sie entwickelte das Erasmus-Programm der Europäischen Union für den Austausch von Studierenden zwischen den europäischen Universitäten und wird deshalb auch „Mamma Erasmus“ genannt.

## Leben

Logo des Programms Erasmus+

Sofia Corradi studierte Rechtswissenschaften an der Universität La Sapienza in Rom. im Jahre 1957 ging sie, gefördert durch ein Fulbright-Stipendium, für ein Jahr in die Vereinigten Staaten und studierte dort an der Columbia University von New York Vergleichende Rechtswissenschaften. Die Idee für die Prinzipien des Erasmus-Programms kam ihr, weil der dort erworbene Masterabschluss von ihrer Heimatuniversität nicht anerkannt wurde und sie ihr Studium dort so fortsetzen musste als ob sie ein Jahr im Urlaub gewesen wäre.
Nach dem Abschluss ihrer Studien wurde Sofia Corradi auch Beraterin für internationale Beziehungen der italienischen Hochschulrektorenkonferenz. Dies ermöglichte es ihr, ihre Vorstellungen von einem internationalen Studentenaustausch in europäischen akademischen Kreisen bekannt zu machen. Am 10. Oktober 1969 verfasste sie ein Memorandum, in welchem sie die ersten Ideen skizzierte. Danach kann ein Student, welcher dort keine familiären Bindungen hat, einen Teil seines Studiums an einer ausländischen Universität absolvieren. Die Heimatfakultät kann zuvor feststellen, dass bestimmte Leistungen an der ausländischen Universität als gleichwertig anerkannt werden. Dieses Memorandum wurde dem damaligen Präsidenten der italienischen Hochschulrektorenkonferenz unterbreitet, aber auch darüber hinaus in akademischen Kreisen bekannt gemacht. Es wurde zudem bei Treffen mit deutschen Kollegen in Ettlingen (1. und 2. November 1969) und mit französischen Kollegen in Pisa (6. und 7. Dezember 1969) vorgestellt. Hierüber berichteten eine Reihe italienische Zeitungen.
Der damalige italienische Bildungsminister Mario Ferrari Aggradi übernahm die Ideen des Memorandums für den Entwurf eines Gesetzes über die Reform der Universitäten. Dieser wurde zwar Anfang 1971 vom Senat, nicht aber vom italienischen Abgeordnetenhaus verabschiedet.
Die von Sofia Corradi aufgestellten Prinzipien wurden aber in eine Resolution des Ministerrats der Europäischen Wirtschaftsgemeinschaft vom 9. Februar 1976 aufgenommen, welche den Studentenaustausch zwischen verschiedenen Staaten fördern sollte. Nach dieser Resolution wurden von 1976 bis 1986 die „Joint Study Programs“ aufgelegt. Hieraus entwickelte sich nach Überwindung von verschiedenen Schwierigkeiten im Jahre 1987 das Erasmus-Programm. Den gesamten Prozess hat Sofia Corradi detailliert in einem im Jahre 2015 erschienenen Buch beschrieben.

## Forschung
Sofia Corradi befasste sich für die UN-Menschenrechtskommission mit dem Recht auf Bildung. Sie arbeitete zudem für die Haager Akademie für Völkerrecht und die London School of Economics.  Außerdem lehrte sie von 1980 bis 2004 Lebenslanges Lernen an der bildungswissenschaftlichen Fakultät der Universität Rom III.

## Auszeichnungen
- 9. Mai 2016 – Europa-Preis Karl V. der Stiftung der Europäischen Akademie von Yuste. Sofia Corradi erhielt diesen Preis am Europatag von König Felipe VI. von Spanien und dem damaligen Präsidenten des Europäischen Parlaments Martin Schulz. Bei dieser Gelegenheit dankte ihr auch die italienische Bildungsministerin Stefania Giannini für ihr außerordentliches Wirken.[8][9]
- 19. Mai 2016 – Humboldt-Newman Preis der italienischen Professorenvereinigung AIDU
- 7. Oktober 2016 – Großkreuz des Ordens Alfons X. des Weisen, Dekret 360/16 des Spanischen Bildungsministeriums[10]
- 15. Oktober 2016 – Cape of Circe Award der Nichtregierungsorganisation Eurasian Peoples' Assembley[11]
- 10. November 2016 – Verdienstorden der Italienischen Republik (Commendatore Ordine al Merito della Repubblica Italiana)[12]
- 2017 – Anna Lorenzetto International Award der UNLA (Unione per la Lotta contro L'Analfabetismo)
- 5. September 2018 –  Preis Alcide De Gasperi der autonomen Provinz Trentino[13]
- 14. Juni 2019 – Preis der Marisa Bellisario Foundation[14]